# W. Bauermann & Söhne

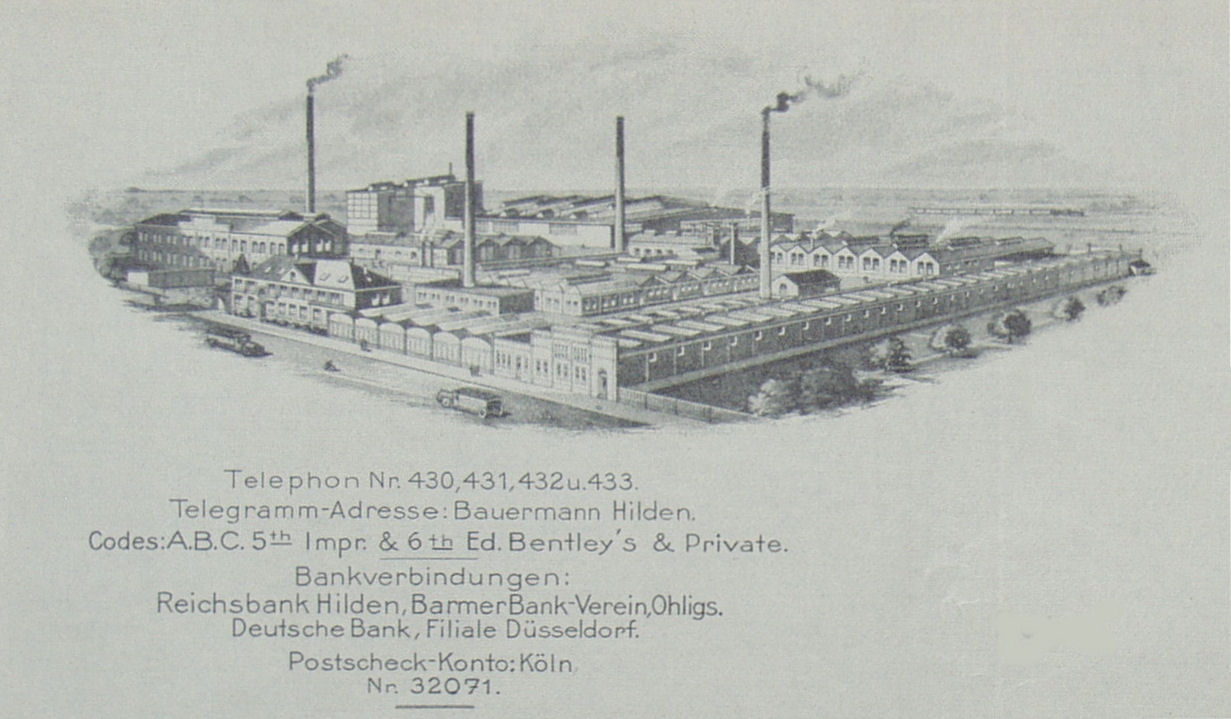
Briefkopf W. Bauermann & Söhne

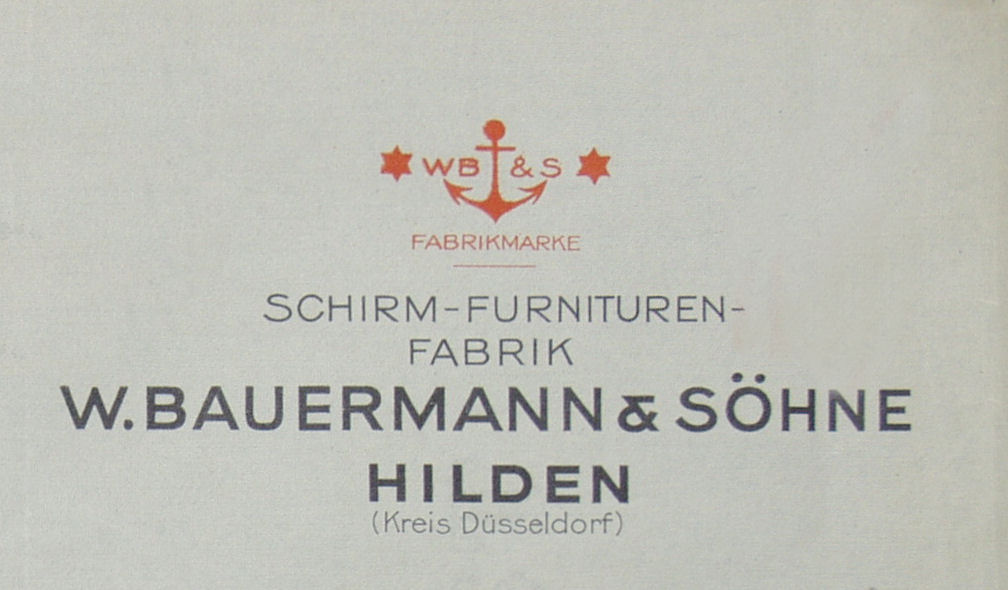
Logo: Anker und zwei Sterne

W. Bauermann & Söhne war von 1904 bis 1976 eine Fertigungsfabrik zur Herstellung von Schirmfurnituren für „Tempo“ und ab 1930 für die Taschenschirme „boy“, „Piccolo“ und „Tempo“.
W. Bauermann & Söhne fertigte von 1922 bis 1980 geschweißte Präzisions-Stahlrohre für die Fahrrad- und Moped-Industrie; für Staubsaugerrohre; Sägebügel; Rohrbögen für sanitäre Anlagen; als Rohre für Möbelgestelle und Rohre für Gartenmöbel und Camping-Garnituren.
Die Firma befand sich an der Hofstraße 64 in Hilden. Heute beherbergt das Gelände das Hildener Gründungszentrum (HGZ) im Gewerbepark-Süd.
Das Logo von W. Bauermann & Söhne „WB & S“ zeigte Anker und zwei Sterne als Warenzeichen.

## Geschichte der Fabrik

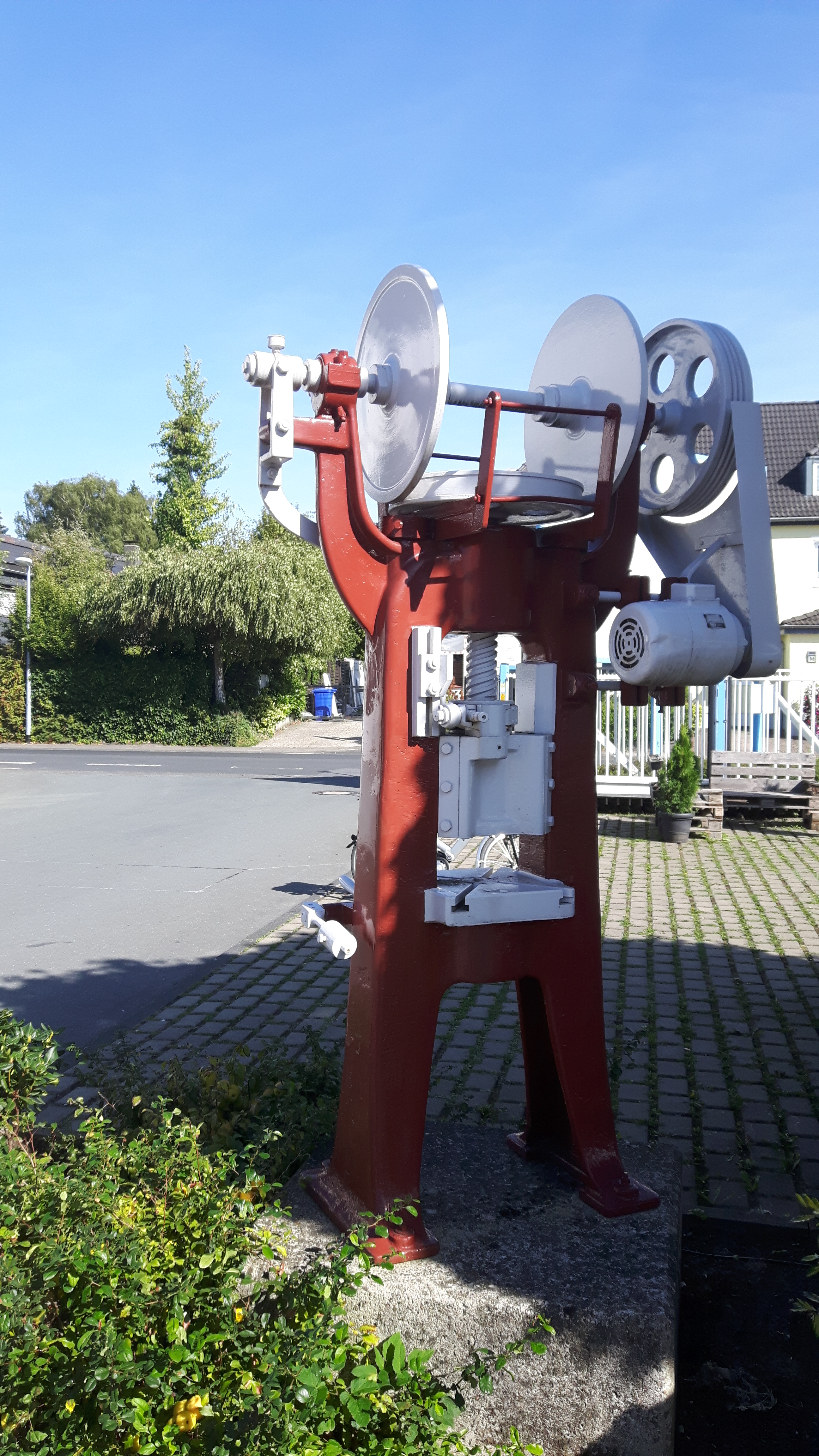
Hilden Hofstr 64, W. Bauermann & Söhne, ehemalige Spindelpresse

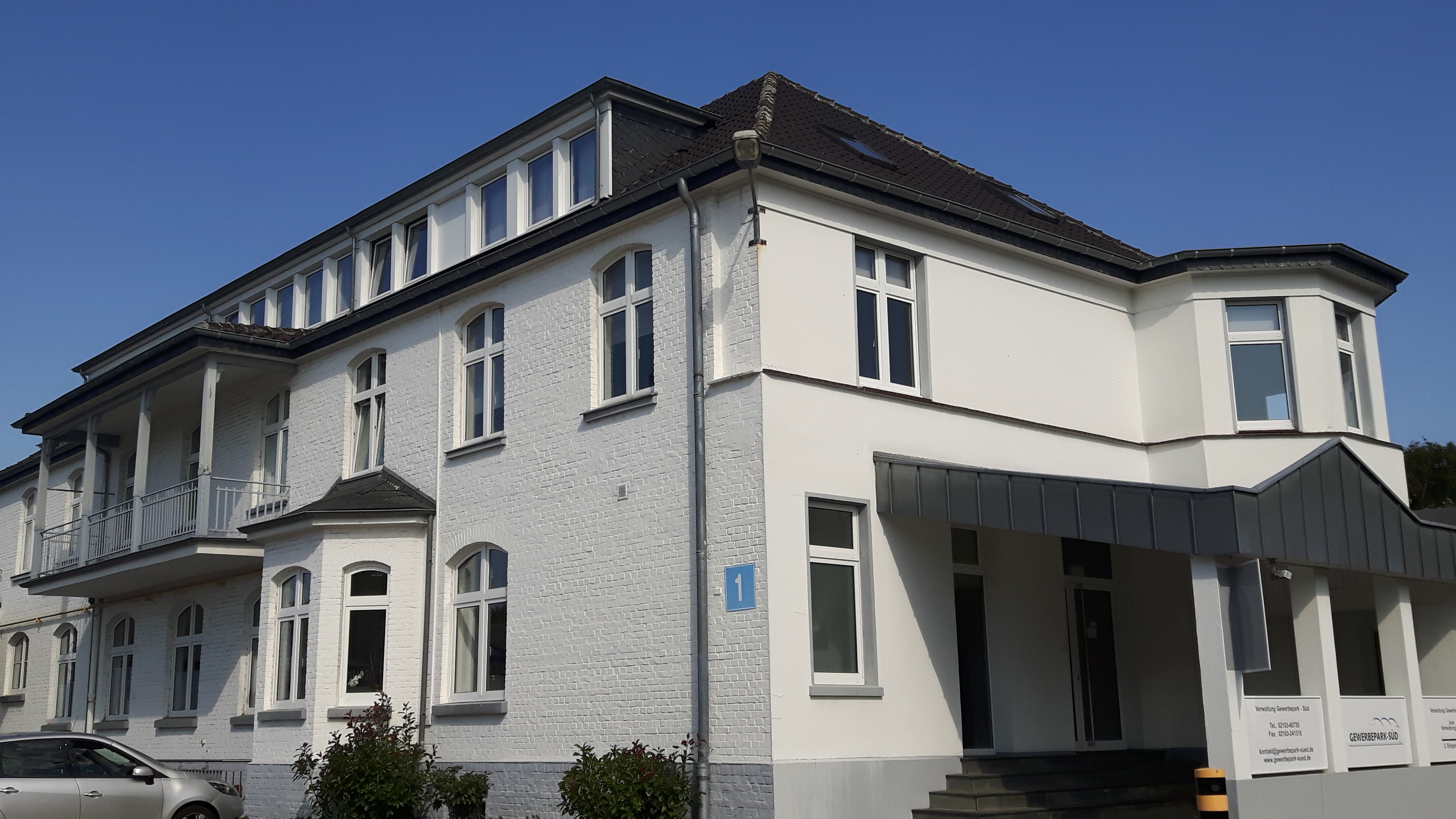
Hilden Hofstr 64, W. Bauermann & Söhne, Verwaltungsgebäude

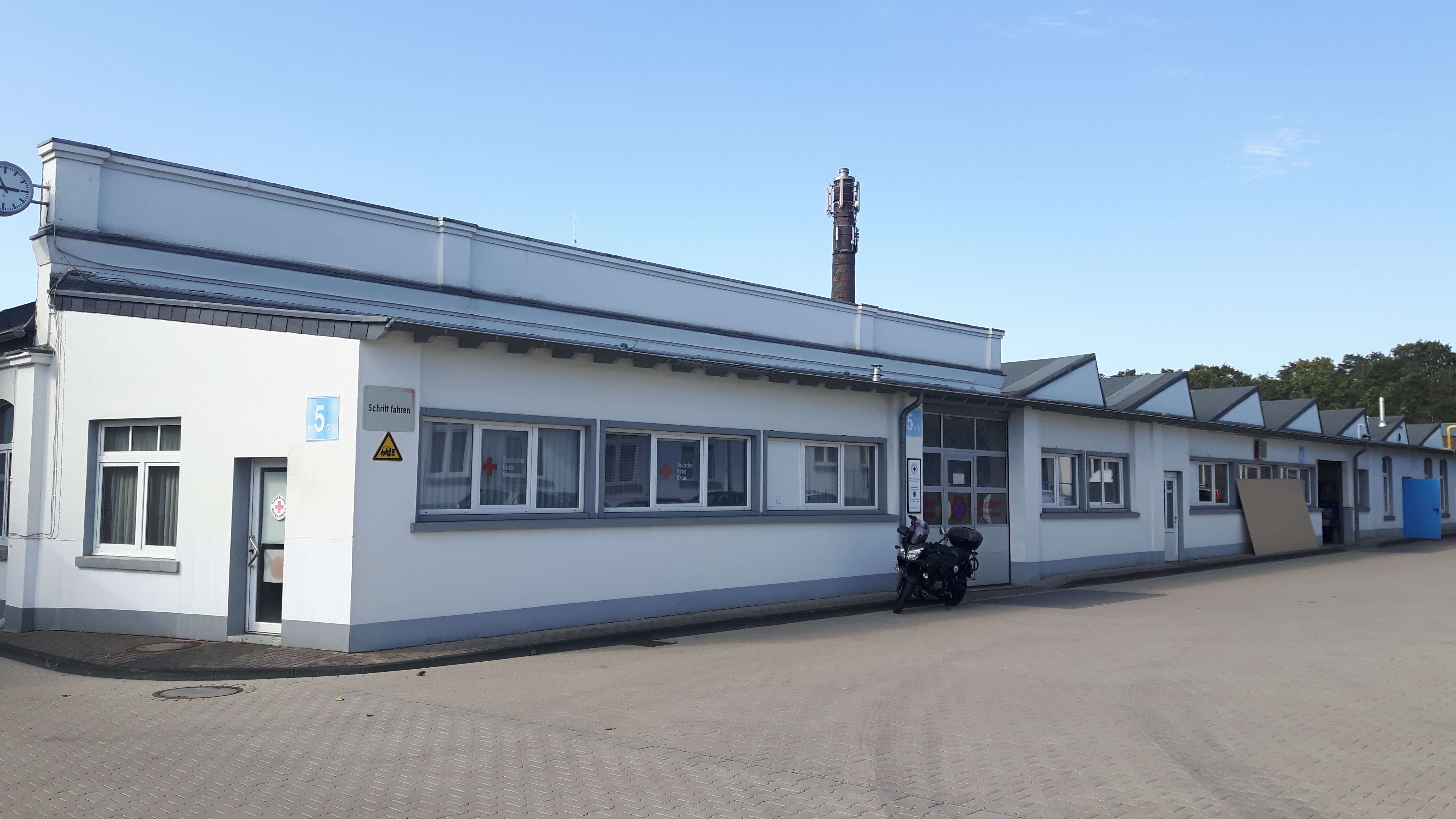
Hilden Hofstr 64, W. Bauermann & Söhne, Halle mit Sheddächern

### Zeit ab 1904: Gründung der Schirmfurniturenfabrik
Am 21. März 1904 wurde die Offene Handelsgesellschaft W. Bauermann & Söhne OHG zur Herstellung von Schirmfurnituren (Schirmgestelle) in Hilden durch Wilhelm Bauermann (* 2. März 1848; † 18. Februar 1937 in Düsseldorf), Fabrikant und Kaufmann zu Weyer, seinen Söhnen Cuno Bauermann († 21. September 1916), Fabrikant und Kaufmann zu Hilden, Richard Bauermann (* 9. Februar 1881 in Weyer), sowie seinem Schwiegersohn Gustav Braun (* 14. November 1864; † 4. Juni 1930 in Bad Tölz), Fabrikant und Kaufmann zu Wald, unter Nummer 3156 im Handelsregister des Amtsgerichts Gerresheim eingetragen.
Wilhelm Bauermann arbeitete vorher bei der auf Schirmfurnituren spezialisierten Firma Kortenbach & Rauh, die 1855 in Weyer gegründet wurde.
Am 12. März 1904 hatte Wilhelm Bauermann einen Bauantrag zum Bau einer Schirmfurnituren-Fabrik auf einer etwa 2000 m² großen Fläche auf einem neu erworbenen, 18.328 m² großen Gelände in Hilden-Süd, Hofstraße 64, gestellt.
Schon 1914 waren mehr als 10.000 m² mit Shedhallen bebaut.
1915 wurde ein neues Verwaltungsgebäude bezogen. Das Unternehmen beschäftigte mehr als 600 Mitarbeiter. Es exportierte Furnituren für Regenschirme und Sonnenschirme in westeuropäischen Länder sowie nach Vorderasien und Indien.
Die Schirmfurnituren, die Gestelle für Regenschirme, wurden aus Bandstahl gestanzt und geformt.
1915 brach ein Großfeuer in der Stanzerei aus.
Richard Bauermann schied 1920 aus dem Unternehmen aus und gründete in Düsseldorf eine eigene Rohrfabrik.

### Zeit ab 1922: Zweites Standbein: Geschweißte Rohre für die Zweiradindustrie
Als zweites Standbein begann 1922 die Produktion von geschweißten Rohren für die Fahrrad- und Motorrad-Industrie, z. B. Lenker und Sattelstützen, Hinterradgarnituren, Vorderradscheiden.

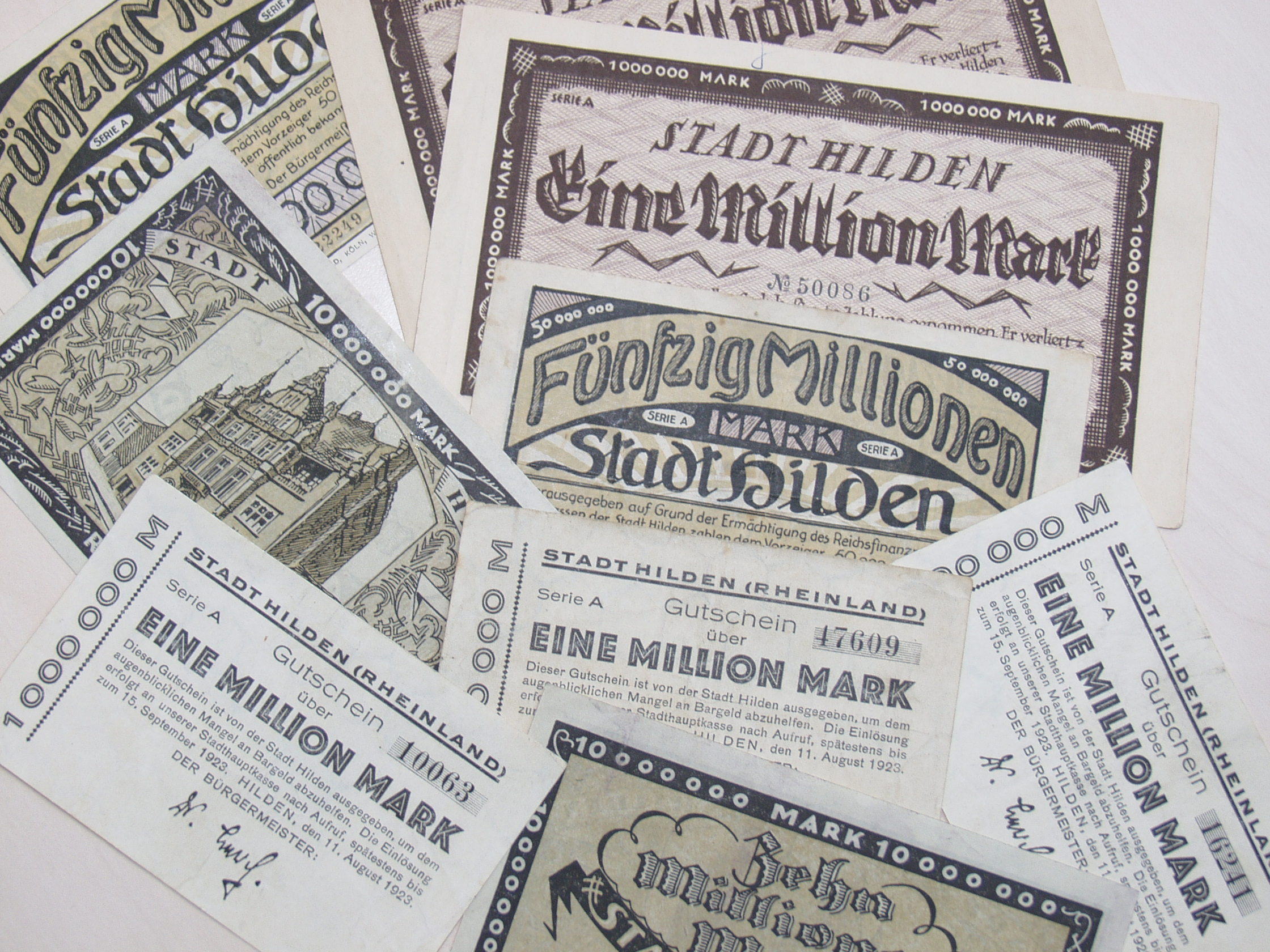
Notgeld aus Hilden (1923)

Während der Hyperinflation gab in Hilden außer der Stadthauptkasse 1923 auch die Firma Bauermann & Söhne Notgeld heraus. Eine weitere Ausgabestelle waren die Rheinischen Stahlwerke.
Wilhelm Braun (* 2. Februar 1896 in Wald; † 1. März 1952 in Düsseldorf), einziger Sohn des Mitgründers Gustav Braun, trat 1923 in die Werksleitung ein.

### Zeit ab 1929: Mode Accessoire Taschenschirmgestell „boy“
Mit den Erfindungen von Hermann Zeitschler (Verkaufsleiter) begann 1929 die Produktion des Taschenschirms „boy“ aus 88 Einzelteilen. Als Neuerung zu den bisher üblichen Stockschirmen besaß der „boy“ teleskopartige Stock- und Dachstangenteile, so dass der Regenschirm „verkürzbar“ wurde und in einer Tasche getragen werden konnte. Zeitgleich erfand 1928 Hans Haupt aus Solingen den zusammenschiebbaren Regenschirm von Knirps. Die Firma W. Bauermann & Söhne hat insgesamt 173 Erfindungsmeldungen bei den Patentämtern eingereicht. 1930 Tod des Firmengründers Gustav Braun.
W. Bauermann & Söhne registrierte 1935 den Namen „boy“ als Markennamen. Bezahlbarer Luxus war das Konzept der Erfinder von „boy“.
W. Bauermann & Söhne war die erste Firma in der Region der Modestadt Düsseldorf, die die Design-Form in die Fertigung integrierte. Mit Eintritt des Designers Schneider wurde der Schirm als Mode Accessoire mit den Slogans „Wir sind nicht hier, um bessere Schirme herzustellen, sondern um Schirme besser zu machen“ und „Millionen tragen ihn“ beworben und in Europa, Vorderasien, Indien, Kanada, Amerika und Australien vermarktet.
Der „boy“ stellte sich als mutige Innovation, mit Qualität im Design für Jugend, die im Leben steht, dar. Die Firma betrieb aktiv Marktforschung.
Während der Wirtschaftskrise ging 1936 die Beschäftigtenzahl auf rund 360 Mitarbeiter zurück.
Nach dem Tod des Firmengründers Wilhelm Bauermann waren ab 1937 dessen Enkel Wilhelm Braun und Werner Bauermann Komplementäre der W. Bauermann & Söhne.

### Zeit ab 1945: Kriegsende und Wiederaufbau
Gegen Ende des Zweiten Weltkrieges wurde in Hilden auch W. Bauermann & Söhne am 7. März 1945 bombardiert. Dadurch kam es zur Stilllegung. Nach Kriegsende hatte das Werk bis Ende 1945 stillgelegen. Während dieser Zeit wurden die Arbeiter mit Instandsetzung beschäftigt. Der Betrieb stand auf der Demontageliste der Alliierten. Aus einer Teilfabrik wurden 22 automatischen Schweißapparaturen und Maschinen zur Herstellung von Spezialröhren abgeholt.
Am 30. November 1945 erhielten sie die Erlaubnis zur Wiederaufnahme der Fabrikation von Präzisrohren durch Schweißung von Stahlbändern. Die erste Produktionsgenehmigung galt für die Herstellung von Rohrsägebügeln für den Holzbedarf des Kohlebergbaus. Nach der Demontage kamen im Zuge des Aufbaus bessere und rationellere, eigen konstruierte Maschinen zum Einsatz.
Nach dem Ausscheiden von Werner Bauermann wurde 1951 dessen Vetter Wilhelm Braun alleiniger Inhaber. Das Unternehmen beschäftigte 384 Mitarbeiter. Kurz darauf starb mit 56 Jahren Wilhelm Braun. Neue Gesellschafter wurden 1952 seine Ehefrau Ilse Braun, geb. Hoppe (* 29. März 1904 in Düsseldorf; † 26. Oktober 1981 in Hilden), und ihre Kinder Karlernst (* 16. März 1932 in Düsseldorf), Sigrid (* 3. Dezember 1934) und Hans-Jürgen Braun (* 11. Oktober 1938 in Düsseldorf). Geschäftsführer wurden Ilse Braun und Hanns A. Deisenroth (* 1902; † 18. Mai 1958). Prokura behielten: Josef Schröder, Wilhelm Wingartz und Hermann Zeitschler.
Nach dem Tod von Hanns A. Deisenroth wurde Karlernst Braun neuer Geschäftsführer.
Als geschickten Schachzug hat sich später die Aufspaltung in das Produktionsunternehmen W. Bauermann & Söhne GmbH und die W. Bauermann & Söhne Gesellschaft bürgerlichen Rechts erwiesen.

### Zeit ab 1953: Rohre für Möbel und Gartenmöbel und Gartenmöbel-Fertigung
Wegen steigender Konkurrenz bei Schirmen wurde 1953 mit dem Start der Produktion von Stahlrohrmöbeln, Rohren für Campinggerätschaften und Ruheschaukeln ein neuer wachsender Markt erschlossen. Alle Gartenmöbel waren zerlegbar und leicht transportierbar.
Dazu wurden Blechteile aus Bandstahl gestanzt und umgeformt. Die Teile wurden entzundert, gebeizt, geglüht und zu Rohren gewalzt. Diese wurden elektrisch geschweißt, die Schweißnähte geglättet, auf die vorgeschriebene Länge geschnitten. Danach wurden die Rohre geglüht und gebeizt.
Damit die Rohrteile Glanz und Farbe bekamen, wurden sie pulverbeschichtet und danach im Infrarotofen schnell getrocknet.
Beim Festakt zum 50-jährigen Bestehen des Unternehmens in einer der Betriebshallen feierten 1954 die 440 Mitarbeiter gleichzeitig das silberne Jubiläum des Taschenschirms „boy“. Zum Jubiläum erschien die Festschrift „Ein Anker und zwei Sterne“. Verfasser war ein Freund des Hauses: der rheinische Dichter Heinz Steguweit.
Karlernst Braun trat 1958 und 1970 sein Bruder Hans-Jürgen Braun in die Geschäftsführung ein.
Die Fertigung der Taschenschirmgestelle machte die Errichtung eines Zweigwerkes in Freilingen/Eifel erforderlich.
Am 25. April 1960 begann man zunächst mit 5 Arbeiterinnen im Saal der Freilinger Gaststätte „Im weißen Röß'l“, in Hilden gefertigte galvanisierte Einzelteile zu Schirmgestellen zusammenzubauen. Nach Errichtung einer 26 × 16 m großen Werkhalle mit Bürotrakt, Kantine und Wohnraum, die am  15. Oktober 1961 bezugsfertig war, konnte die Produktion mit zunächst 50 Beschäftigten fortgesetzt werden. 1966 entfielen bereits zwei Drittel der Schirmproduktion des Unternehmens auf den Zweigbetrieb in Freilingen./>

### Zeit ab 1962: Expansion
Das Unternehmen expandierte 1962 mit dem Bau einer neuen Produktionshalle. Sie zählte zu den größten Industriegebäuden in Hilden. In ihr wurden die Teile in der automatischen Galvanostraße vernickelt, verchromt, verkupfert und vermessingt. Gleichzeitig mit der Galvanostraße wurde eine auf Schweröl basierende Kesselanlage installiert, um die nötige Wärmemenge zu erzeugen. Die Belegschaft betrug 1962 430 Personen.
Eine weitere Erweiterung erfolgte 1971 mit der neuen Produktionshalle mit einer Grundfläche mit 4000 m² zur Herstellung von Gartenmöbeln und Möbelteilen für die Herstellung von Spezialrohren für die Funk- und Fotoindustrie. Sie zählte zu den größten Industriegebäuden in Hilden. Die Produktionsfläche wurde durch die neue Werkhalle um 25 Prozent erweitert. Die Halle wurde als dreischiffige Stahlkonstruktion ausgeführt und mit Gasbetonplatten verkleidet.
Der Schirm „boy“ wurde wegen seiner guten Qualität und des originellen Designs zum Schirm der Olympischen Spiele 1972 in München.
Ilse Braun schied 1973 aus der Geschäftsführung aus und übertrug ihre Anteile an ihre Söhne Karlernst und Hans-Jürgen Braun.

### Zeit ab 1974: Kortenbach & Rauh; Bremshey; W. Bauermann & Söhne
Mitte der 1970er Jahre waren die führenden Schirmhersteller: Kortenbach & Rauh (K&R) in Solingen mit seiner Marke „Kobold“; Bremshey in Solingen und Hilden mit seiner Marke „Knirps“ und W. Bauermann & Söhne (WB&S) in Hilden mit seinen Marken „boy“ und „Piccolo“.
Bremshey nahm 1974 in Taiwan eine „Knirps“-Fabrik in Betrieb. Es stieg die ostasiatische Konkurrenz. Daraufhin wurde 1976 das Unternehmen W. Bauermann & Söhne (WB&S) an Kortenbach & Rauh (K&R) verkauft, die dann 1978 die Schirmgestellproduktion der Marke „boy“ in Hilden aufgaben und nach Solingen verlegten. 67 Mitarbeiter gingen mit nach Solingen. Gleichzeitig wurde die Schirmfurnituren-Produktion in Freilingen eingestellt und das Gelände zur Nutzung als Bauhof an die Gemeinde verkauft. 1982 ging Bremshey in Konkurs, aus der Konkursmasse übernahm Kortenbach & Rauh nur die Marke Knirps. Durch den Wegfall der Mitbewerber florierte Kortenbach & Rauh vorübergehend.
In den 1980er Jahren wurde der Import von Schirmen aus Ostasien so groß, dass auch K&R seine Produktion aufgeben musste.
Das Hildener Unternehmen spezialisierte sich ab 1978 auf die Entwicklung und Fertigung von Präzisions-Stahlrohren und einbaufähigen Rohrteilen für die Möbelindustrie. Es verarbeitete 800 Tonnen Bandstahl pro Monat.
Zum Zeitpunkt seines 75-jährigen Bestehens im Jahr 1979 hatte das Unternehmen noch rund 270 Beschäftigte.
Kurz danach wurden 1980 die Rohrproduktion und die Gartenmöbelfertigung eingestellt.
Das Produktionsunternehmen W. Bauermann & Söhne stellte am 31. März 1980 die gesamte Produktion ein.

### Zeit ab 1980: W. Bauermann & Söhne Gesellschaft bürgerlichen Rechts
Die W. Bauermann & Söhne GbR wurde unter der Leitung der Gebrüder Karlernst Braun und Hans-Jürgen Braun weitergeführt.
In der Zwischenzeit von 1980 bis 1990 wurde das Firmengelände und der Grundbesitz an Herrn Willi Obst verpachtet.

## Zeit ab 1990: Gewerbepark-Süd – W. Bauermann & Söhne GbR

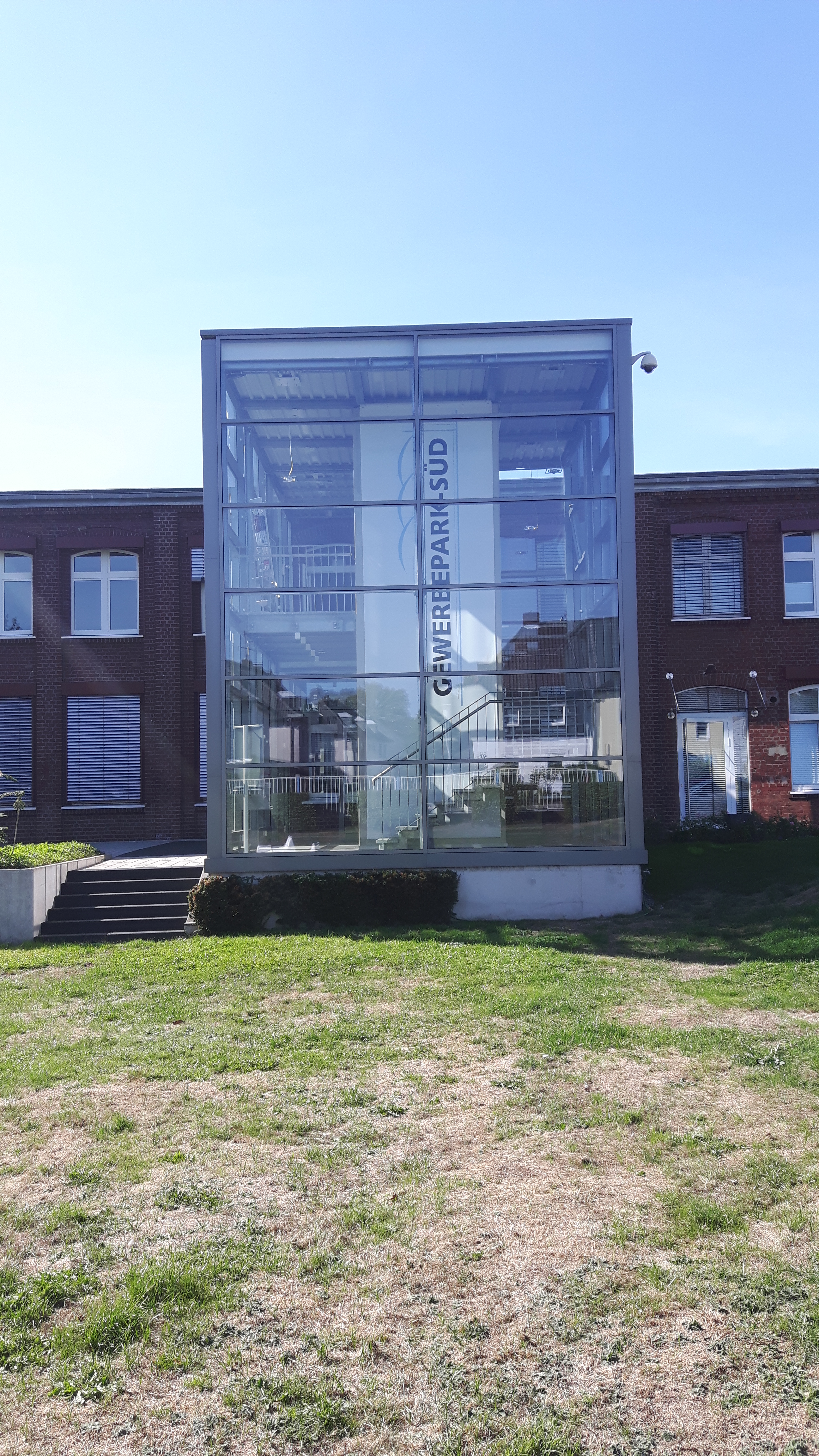
Hilden Hofstr. 64, Gewerbepark-Süd (HGZ) vollverglastes Treppenhaus

Das ehemalige Industriegelände wurde 1990 zu einem Gewerbepark umgewandelt.
Dazu wurde auf 42.000 m² Fläche 23.000 m² Büro- und Gewerbefläche entwickelt. Es wird von der W. Bauermann & Söhne GbR an die unterschiedlichsten Gewerbebetriebe vermietet.
Der Startschuss für das Hildener Gründerzentrum (HGZ) erfolgte 1998 in einer „public-private-partnership“ mit der Stadt Hilden. Der Vertrag wurde inzwischen bis zum Jahr 2023 verlängert. Es wurde 1999 vom damaligen NRW-Wirtschaftsminister Peer Steinbrück eröffnet.
Das Unternehmen ist einer der ältesten Betriebe Hildens in Familienbesitz. Geschäftsführende Gesellschafter sind Karlernst und Hans-Jürgen Braun, die Enkel des Firmengründers Gustav Braun.
Weitere Gesellschafter sind die Kinder der beiden Geschäftsführer: Christian, Mathias, Michael und Sylvia Braun.

### Mieter im Gewerbepark-Süd, Hilden Hofstr 64

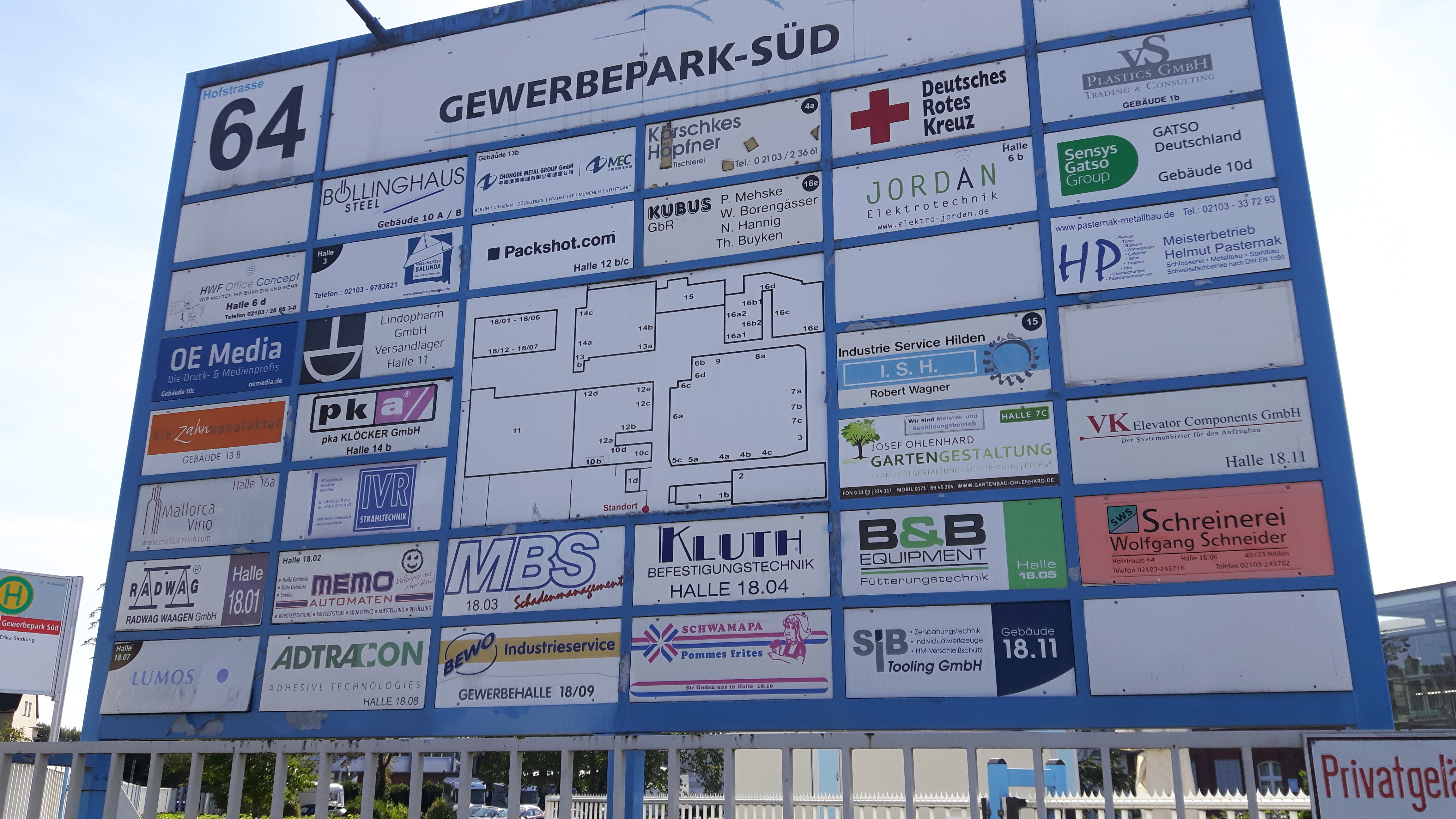
Hilden Hofstr. 64, Gewerbepark (HGZ) Mieter

Im Gewerbepark-Süd und Gründungszentrum haben sich mittlerweile rund 50 Firmen mit insgesamt etwa 200 Mitarbeitern angesiedelt.
Die Mieter kommen aus folgenden Branchen:
- Immobilien: (Immobilienvermittlung bei der GbR, Büro- und Objekteinrichtungen, Innenausbau – Möbelbau – Möbelhandel – Fenster und Türen, Industrieservice-Umzüge);
- Unternehmensberatung: (Anwaltskanzlei, Beratung-Firmenentwicklung, Konstruktions- und Ingenieurdienstleistungen im Maschinenbau, Trading & Consulting);
- Vertrieb: (Großhandel mit Nahrungs- und Genussmitteln, Kaffeerösterei, Logistische Gesamtlösungen, Sportartikelvertrieb, Vertrieb von Toren, Weinhandel);
- Handwerk: (Entwicklung und Testen von Klebstoffen, Gartenbaubetrieb, Malerbetrieb, Elektrotechnik, Schlosserei-Metallbau-Stahlbau, Sandstrahlanlagen, Edelstahlprofile, Befestigungstechnik, Bedachungsmaterial, Schreinerei, Setbau Messebau, Innenausbau, Wägetechnik, Zahntechnisches Labor, Dentallabor);
- IT-Technik: (IT-Service & Computerreparatur, Parksysteme-Schrankenanlagen, Verkehrsüberwachungsanlagen, Warenautomatenaufsteller und -Händler);
- Hilfsorganisation: (Hilfsorganisation mit Einsatzleitstelle, Schulungsraum und Parkplätze für den Fahrzeugpark) und
- Imbisswagen für das leibliche Wohl.[1]

### Kunstraum im Gewerbepark-Süd
Ursprünglich war geplant, den Mietern Ausstellungsräume für ihre Produkte zur Verfügung zu stellen. Daher wurde ab 1996 ein Raum als „Ausstellungsraum“ und ab 1997 als „Kunstraum Gewerbepark-Süd“ genutzt. Heute ist er ein Ort der Begegnung. In ihm findet seit 2013 schon traditionell das Eröffnungskonzert der Hildener Jazztage statt.
In ihm finden regelmäßig Veranstaltungen statt zu:
- Lesungen und Kunstcafé, Ausstellung von regionalen und internationalen Künstlern mit Pressegespräch, Vernissage, Finissage und Museumsnacht;
- Hildener Gründertag; Unternehmertag des Hildener Industrie-Vereins;
- Informationsveranstaltungen zu lokalen Erneuerungen;
- Neujahrsempfang einer Partei;
- Feste von Hildener Vereinen.[1]